# Толгоболь
Толгоболь — село в Ярославском районе Ярославской области России.
В рамках организации местного самоуправления входит в Кузнечихинское сельское поселение; в рамках административно-территориального устройства включается в Рютневский сельский округ.

## География
Расположено на северной границе города Ярославль, на реке Толгоболка (левом притоке Волги).
В 3 км к востоку находится центр Кузнечихинского сельского поселения — деревня Кузнечиха, а в 2,5 км к северу — центр Рютневского сельского округа — посёлок Ярославка.

## История
Древнее село Толгоболь неразрывно связано с историей Введенского Толгского монастыря, который имел в своих владениях множество окрестных сёл. В 1623 году государь Михаил Фёдорович утвердил за обителью и село Толгоболь с деревнями и пустошами. Из описи ХVII века следует, что в селе стояли деревянные Троицкая и Никольская церкви. Зимний (малый) храм во имя Святой Живоначальной Троицы построен в 1755 году на средства прихожан. Летний (большой) храм во имя Покрова Пресвятой Богородицы построен в 1775 году и перестроен в 1833 году.
В конце XIX — начале XX века село являлось центром Толгобольской волости Ярославского уезда Ярославской губернии. В 1883 году в селе было 89 дворов.
С 1929 года село входило в состав Пазушинского сельсовета Ярославского района, с 1954 года — в составе Рютневского сельсовета, с 2005 года — в составе Кузнечихинского сельского поселения.

## Население
| 1859 | 1897 | 1914 | 2007 | 2010 |
| ---- | ---- | ---- | ---- | ---- |
| 575  | ↗601 | ↗757 | ↘274 | ↘248 |

### Известные жители
- Матвиевский, Николай Геннадьевич (1898—1938) — комбриг РККА, начальник Саратовской бронетанковой Краснознамённой школы и начальник кафедры тактики Военной академии механизации и моторизации РККА.

## Достопримечательности
В селе расположены действующие Церкви Покрова Пресвятой Богородицы (1775) и Троицы Живоначальной (1755), памятник воинам Великой Отечественной войны.

## Инфраструктура
ФАП (филиал Ярославской центральной районной больницы).